# کندلر (فلوریدا)
کندلر (به انگلیسی: Candler) یک منطقهٔ مسکونی در ایالات متحده آمریکا است که در فلوریدا واقع شده‌است.